# Mombarcaro
Mombarcaro é uma comuna italiana da região do Piemonte, província de Cuneo, com cerca de 320 habitantes. Estende-se por uma área de 20 km², tendo uma densidade populacional de 16 hab/km². Faz fronteira com Camerana, Gorzegno, Monesiglio, Murazzano, Niella Belbo, Paroldo, Prunetto, Sale San Giovanni, San Benedetto Belbo.

## Demografia
| Variação demográfica do município entre 1861 e 2011                               |
|                                                                                   |
| Fonte: Istituto Nazionale di Statistica (ISTAT) - Elaboração gráfica da Wikipedia |